# Heterotoma

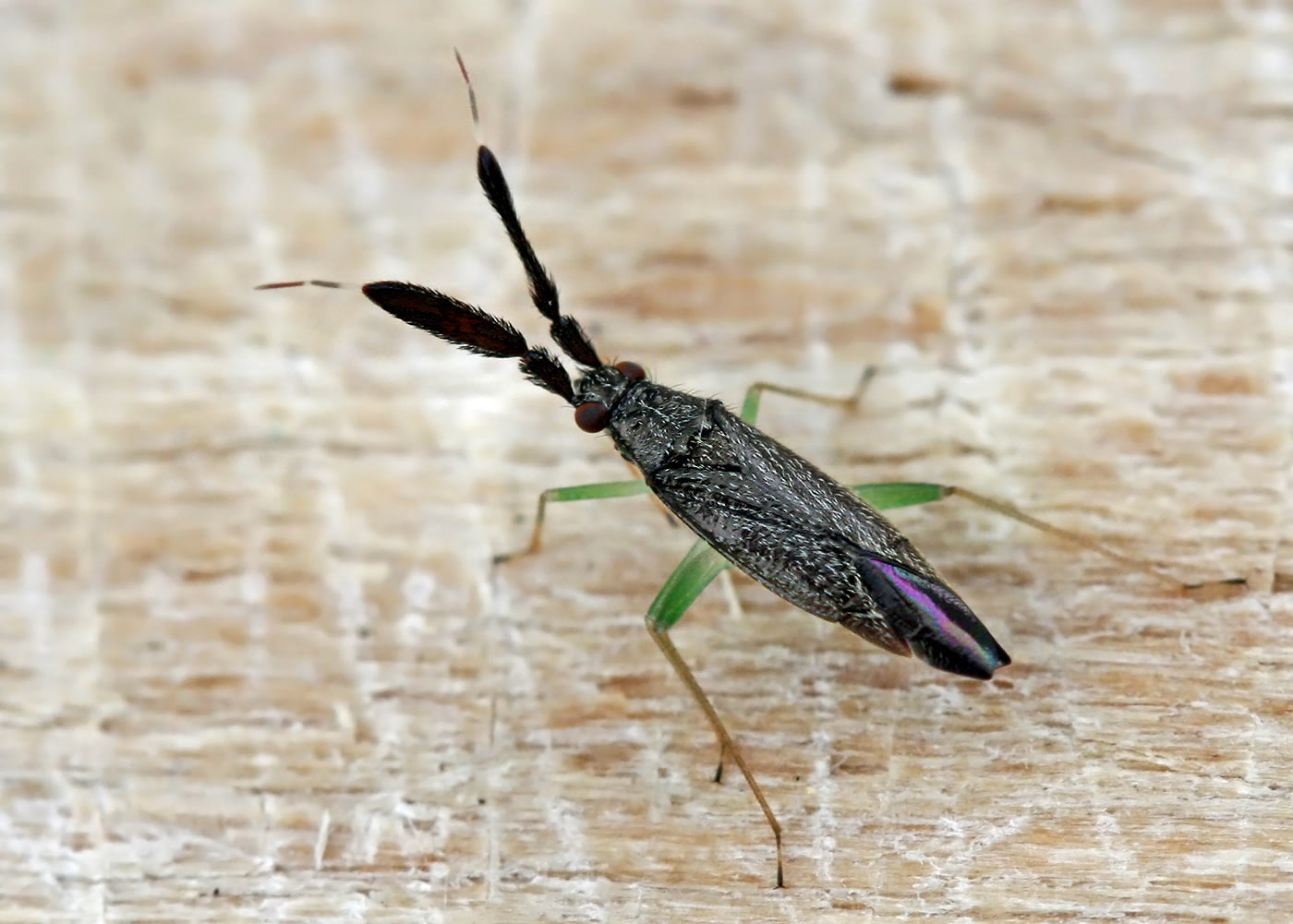
Heterotoma planicornis

Genre
Heterotoma est un genre d'insectes hétéroptères (punaises), des prédateurs de la famille des Miridae, dont les larves et les adultes ont pour proies principalement les acariens, les psylles, les pucerons et les thrips sur les arbres fruitiers, la vigne, et les cultures légumières.

## Espèces rencontrées en Europe
- Heterotoma dentipennis (Bergroth, 1914)
- Heterotoma diversipes Puton, 1876
- Heterotoma merioptera (Scopoli, 1763)
- Heterotoma planicornis (Pallas, 1772)